# Anisakis simplex
Anisakis simplex, ofta kallad spiralmask, är en zoonotisk fiskparasit, som står för de flesta överförda nematodinfektionerna från fisk till människa. Spiralmaskens larver infekterar saltvattenlevande fiskar, och den som äter rå eller ej väl tillagad fisk riskerar att få i sig levande larver vilket kan leda till illamående och magsmärtor. För att undvika detta rekommenderar livsmedelsverket att fisk som inte tillagas via upphettning till minst 60°C bör frysas i minst tre dygn, i -18°C, men större fiskar kan behöva ytterligare ett par dygn Detta är speciellt viktigt för den som skall laga sushi, eller grava, lättmarinera samt kallröka fisk.

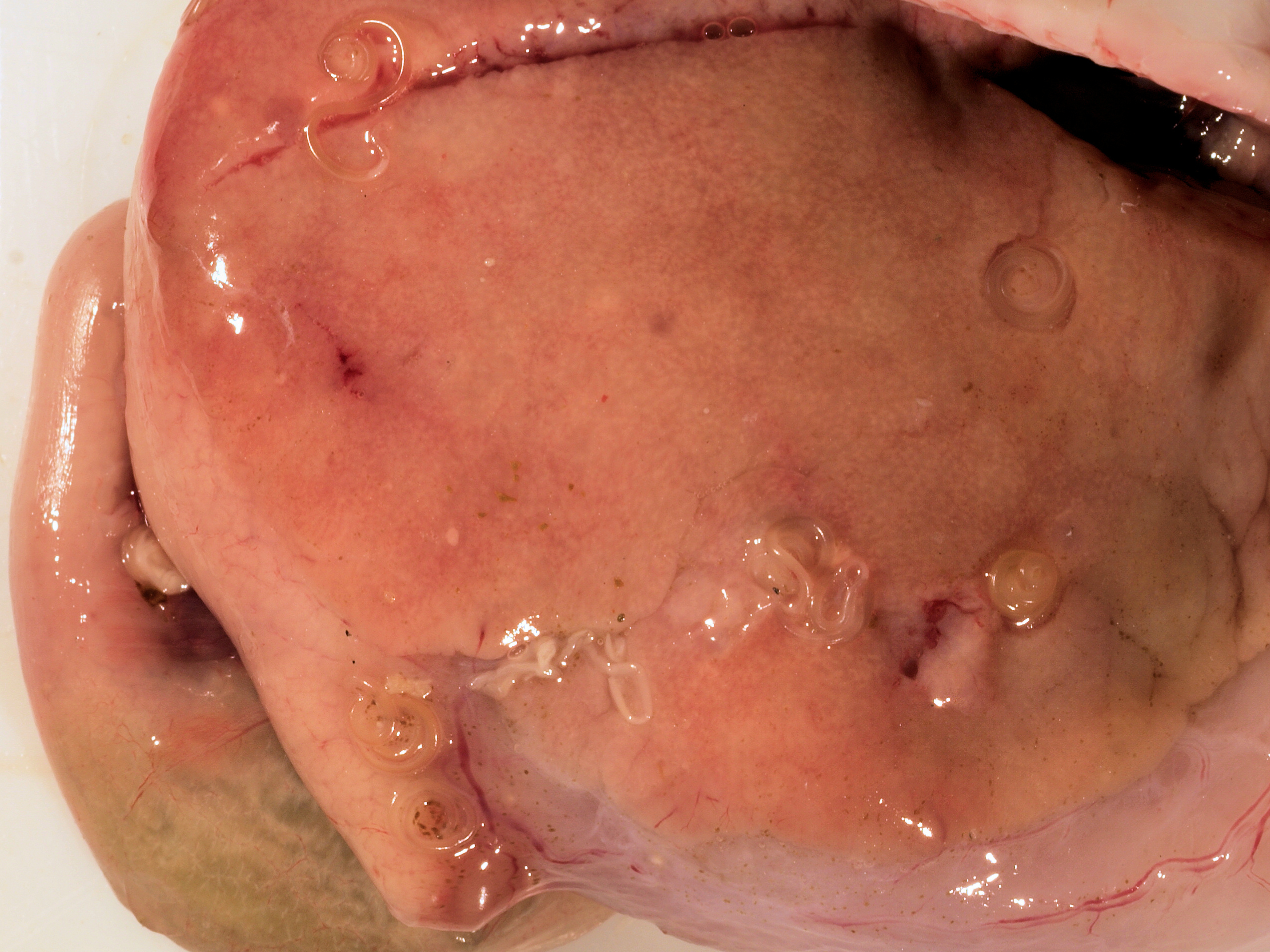
Spiralmask i torsklever (Gadus morhua).

## Livscykel
Anisakis simplex har en komplex livscykel. Den fullvuxna masken hakar sig fast i mag- tarmkanalens slemhinna hos marina fiskätande däggdjur, som är parasitens slutvärd. Här producerar den ägg som sedan avsöndras med värddjurets avföring. Fritt kringdrivande i havet utvecklar ägget ett embryot som kläcks och frigör ett andra larvstadium (L2).  Det blir byte för djurplankton, där krill är den huvudsakliga mellanvärden, men även hoppkräftor, olika fiskarter och bläckfisk kan agera som smittbärande (parateniska) mellanvärdar (vektorer). Inuti mellanvärden växer larven till sig och når tredje stadiet (L3), ca 3 cm lång och 0,5 mm i diameter. Larverna kan överleva flera byten av mellanvärdar och blir större med ökad ålder hos värden.
Infekterade mellanvärdar äts av större marina däggdjur, masken frigörs från mellanvärdens muskulatur i magsäcken på predatorn och hakar sig fast i slemhinnan. Marina däggdjur är slutvärdar i vilka spiralmasken reproducerar sig sexuellt och producerar ägg. Livscykeln är således sluten. Människor kan bli tillfälliga värdar genom att äta rå eller ej tillräckligt upphettad fisk, men det blir en slutstation för masken som då inte kan fortsätta sprida sin avkomma.

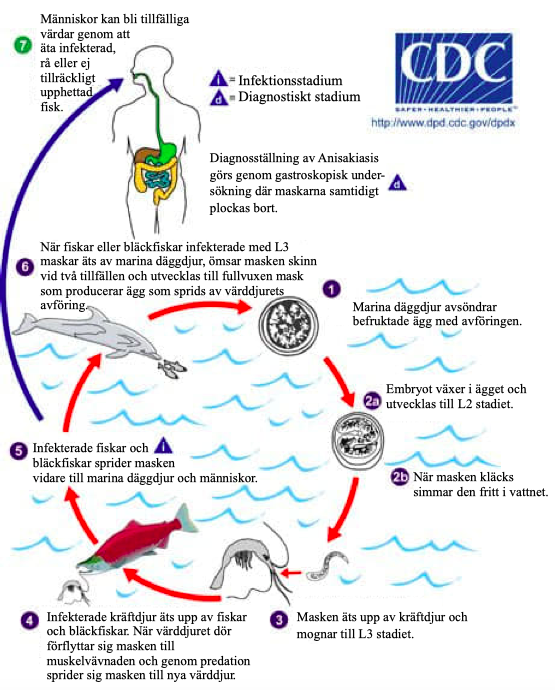
Livscykeln hos Anisakis simplex.

## Förekomst och utbredning
Spiralmasken är globalt spridd i saltvatten. Parasiten hittas oftast hos vildfångad havsfisk som sill, makrill och torsk. Gravad lax och sushi är också smittkällor. Den förekommer i Sverige längs med västkusten och i södra delen av Östersjön. Spiralmasken har svårt att föröka sig i Östersjön då de kräftdjur som är mellanvärdar är ovanliga och den låga salthalten gör det svårt för kläckning av äggen. Parasiten förekommer i Östersjön på grund av sillen och strömmingen som förflyttar sig mellan Östersjön och Nordsjön. 
Vanligtvis finns spiralmasken i områden där det är populärt att äta rå fisk som bland annat Japan. Däremot blir det allt vanligare och det har därför förekommit fall i USA, Europa, Sydamerika och andra områden i världen. Personer som äter kokt eller rå fisk eller bläckfisk är i riskzonen. I fiskodlingar motverkas spridning genom att utfodra med värmebehandlat, pelleterat foder. Fiskar från sådana odlingar är därför fria från spiralmask. Om utfodringen sker med färsk fisk riskerar den odlade fisken att infekteras. Fullbildade, könsmogna spiralmaskar har påvisats i mag-tarmkanalen på olika valarter, tumlare och säl, vilket alltså kan bidra till spridningen av spiralmask i haven.

## Patologi

### Påverkan på värddjur
När planktonätande fiskar äter infekterade kräftdjur, så utvecklas det tredje larvstadiet (L3). Larverna söker upp och bäddas in i fiskens bukhåla, inälvor och muskulatur. Sådana inbäddade larver ackumuleras och kan överleva en längre tid. Prevalens för infektion hos fiskar tycks bero på faktorer som ålder, kroppsstorlek, kön och geografiska klimatzoner. En riklig förekomst av Anisakis larven försämrar fiskens allmänna tillstånd och leder vanligtvis till avmagring.

### Sjukdomssymptom hos människor

#### Tarmpåverkan
Anisakis simplex är mer virulent än dess släkting Pseudoterranova decipiens, då den kan orsaka tarmskador och i ett fåtal värre fall penetrera tarmen samt orsaka abscesser i bukhålan. Från förtäringen tar det mellan 4 timmar och 6 dagar för spiralmaskens larv att gå in i tarmväggen och därefter kan granulom, tarmsår och överkänslighetsreaktioner förekomma, men spiralmasken dör vanligen efter 14-21 dagar. Märkbara symptom är magsmärtor, illamående, kräkningar, diarré och i ovanliga fall kan inflammationen störa tarmaktiviteten och ge upphov till förstoppning. Även efter att masken dött kan buksmärtor kopplade till inflammatoriska sår bestå under några veckor eller månader. Om den upptäcks och tas bort i ett tidigt skede, kan alla symptomen upphöra väldigt snabbt. Det finns ett fåtal dokumenterade fall där riklig förekomst av spiralmask i fisk, som både frysts och tillagats väl, gett upphov till inflammatoriskt svar och sjukdomssymptom.
Symptomen som förekommer hos människor kan ibland feldiagnostiseras som Ulcerös kolit, Crohns sjukdom, magsår, mag-tarmscancer och andra mag-tarmsjukdomar. Därför är det väldigt viktigt att redogöra för sjukvårdspersonalen om förtäring av rå eller otillräckligt tillagad fisk har skett.

#### Allergiska reaktioner
Denna spiralmask kan i vissa fall ge upphov till allergiska reaktioner, även om masken är säkert avdödad. Fiskhandlare har också rapporterats utveckla en överkänslighet vid hantering av infekterad fisk.

## Förebyggande åtgärder
I takt med att det blivit allt mer vanligt att konsumera råa fiskrätter, som sushi med härkomst från sydöstra Asien, gravad lax från Skandinavien, eller ceviche från Sydamerika har också risken för infektion av Anisakis simplex hos människa ökat globalt. Trots detta är ändå infektioner på grund av fiskparasiter sällsynt i Sverige. Dessa infektioner hos människor är vanligare i länder med kulturella matvanor som innefattar hög konsumtion av rå fisk.
För att minska riskerna av infektion och förhindra larvernas spridning till muskulaturen, rekommenderas en direkt och noggrann fiskhantering efter fångst. Ett sätt för ordentlig hantering av fiskrenset är genom termisk destruktion av avfall. För att avdöda eventuella parasiter rekommenderas vid tillredning av fisk (genom stekning, kokning eller varmrök) upphettning i en till två minuter i minst 60°C. Även frysning är adekvat, om det görs under minst tre dygn i -18°C, men större fisk behöver nedfrysas ett par extra dygn.